# パリティ (物理学)
パリティ変換 (parity transformation) は、物理学において、空間座標のいくつかの成分の符号を反転させる操作である。パリティ反転 (parity inversion) とも呼ぶ。ただし、一般的な３次元においては、もっぱら空間座標の符号を３つとも反転することを指す：
{\displaystyle P:{\begin{pmatrix}x\\y\\z\end{pmatrix}}\mapsto {\begin{pmatrix}-x\\-y\\-z\end{pmatrix}}.}
この場合のパリティ変換 P を3×3行列であらわすと、値−1の行列式となる。必然的に行列式「1」となる回転へは還元できない。対応する数学的概念は点対称変換である。これらの条件は他の次元でも変わらない。よってパリティ変換は単なる「全ての条件の同時反転」ではない。
２次元平面においては180°の回転ではない。P行列の行列式は必ず−1であり、2次元場合は2成分の内 のどちらか一方のみの符号を反転させる。

## 概要
量子力学において粒子はパリティという属性を持つ。量子力学においてはこの属性は不変量で空間対称性について保存していると定義する。ただし、弱い相互作用では保存されない場合がある。ナイーブには波動関数が偶関数か奇関数かの属性と考える事が出来る。
空間反転の操作自体をパリティ変換と呼ぶ。また、パリティはある現象のカイラリティに対するテストとしても考えることができる。パリティ反転は、カイラルな現象をその鏡像へと変換するが、アカイラル（非カイラル）な現象では恒等変換となる。
一般に、パリティ奇であるスカラーは擬スカラー、ベクトルは擬ベクトル（もしくは軸性ベクトル）と呼ばれる。
この他、偶数と奇数の足し算のような性質を持つ対称性変換の固有値にパリティの名を冠する場合がある。荷電共役変換 C での変換性をCパリティと呼ぶなど。

## 単純な対称性関係
古典的幾何学的対象は、回転に対する高階のスカラー、ベクトルおよびテンソルへと分類することができる。古典物理学では、物理的配置は各対称群の表現の下で変換する必要がある。
量子力学は、ヒルベルト空間中の状態は回転群の表現の下での変換を必要とせず射影表現だけを必要とすると予測している。射影という語は、各状態の位相を射影すると、ある量子状態の全体の位相はオブザーバブルでないことから、射影表現は通常の表現へ帰着するという事実を言及する。全ての表現は射影表現でもあるが、逆は真ではない、それゆえ量子状態の射影表現条件は古典状態の表現条件よりも弱い。
あらゆる群の射影表現は、群の中心拡大の通常の表現と同型である。例えば、3次元回転群の射影表現、つまり特殊直交群 SO(3) は特殊ユニタリ群 SU(2) の通常の表現である。表現ではない回転群の射影表現はスピノルと呼ばれ、量子状態はテンソルとしてだけではなくスピノルとして変換を行う。
これにパリティによる分類を加えると、これらは例えば次の概念に拡張できる、
- スカラー (P = 1) および 擬スカラー (P = −1) は回転不変である。
- ベクトル (P = −1) および 軸性ベクトル（擬ベクトルとも呼ばれる） (P = 1) はともに回転の下でベクトルとして変換する。

ここで、以下のような鏡映を定義することができる
{\displaystyle V_{x}:{\begin{pmatrix}x\\y\\z\end{pmatrix}}\mapsto {\begin{pmatrix}-x\\y\\z\end{pmatrix}},}
これはまた負の行列式を持ち、妥当なパリティ変換を形成する。次に、それらの回転を実行し（または連続的にx、y、およびz軸に対する鏡映を実行し）、先に定義した特定のパリティ変換を得ることができる。しかし、次元数が偶数の場合には行列式が正になるため、最初に定義されたパリティ変換は機能しない。次元数が奇数の場合、後者のパリティ変換の例（または座標の奇数の鏡映）だけが用いられる。
パリティは、P2 = 1の関係によって、アーベル群 Z2を形成する。全てのアーベル群は一次元の既約表現だけを持つ。Z2については、二つの既約表現が存在する。一つはパリティの下で奇数 (Pφ = φ) 、もう一つは偶数 (Pφ = −φ) である。これらは量子力学において有用である。しかしながら、以下に詳しく述べられているように、量子力学において、状態はパリティの実際の表現の下での変換を必要とせず、ただ射影表現の下での変換が必要となる。そして、原理的にはパリティ変換はあらゆる位相によって状態を回転する。

## 古典力学
ニュートンの運動方程式 F = ma （質量が不変の場合）は二つのベクトルが等しいことを関連付け、それゆえパリティの下で不変である。重力の法則もまたベクトルのみを含み、それゆえパリティの下で不変である。しかしながら、角運動量L は軸性ベクトルである。
L = r × p,
P(L) = (−r) × (−p) = L.
古典電気力学において、電荷密度 ρ はスカラー、電場 E および電流 j はベクトルであるが、磁場 H は軸性ベクトルである。しかしながら、軸性ベクトルの回転はベクトルであるので、マクスウェル方程式はパリティの下で不変である。

## 古典力学変数に対する空間反転の効果

### 偶数
古典的変数、主にスカラー量（空間反転によって不変）は以下のものを含む：
{\displaystyle \ t}, イベントが起こったときの時間
{\displaystyle \ m}, 粒子の質量
{\displaystyle \ E}, 粒子のエネルギー
{\displaystyle \ P}, 仕事率 （仕事がなされる速度）
{\displaystyle \ \rho }, 電荷密度
{\displaystyle \ V}, 電位（電圧）
{\displaystyle \ \rho }, 電磁場のエネルギー密度
{\displaystyle \mathbf {L} }, 粒子の角運動量（軌道とスピンの両方）（軸性ベクトル）
{\displaystyle \mathbf {B} }, 磁場（軸性ベクトル）
{\displaystyle \mathbf {H} }, 補助場
{\displaystyle \mathbf {M} }, 磁化
{\displaystyle \ T_{ij}} マクスウェルの応力テンソル
弱い力に関係するものを除く全ての質量、チャージ、結合定数、および他の物理定数

### 奇数
古典的変数、主にベクトル（空間反転によって符号が逆転する）は以下のものを含む：
{\displaystyle \ h}, ヘリシティ
{\displaystyle \ \Phi }, 磁束
{\displaystyle \mathbf {x} }, 三次元の粒子の位置
{\displaystyle \mathbf {v} }, 粒子の速度
{\displaystyle \mathbf {a} }, 粒子の加速度
{\displaystyle \mathbf {p} }, 粒子の直線運動量
{\displaystyle \mathbf {F} }, 粒子にかかる力
{\displaystyle \mathbf {J} }, 電流密度
{\displaystyle \mathbf {E} }, 電場
{\displaystyle \mathbf {D} }, 電束密度
{\displaystyle \mathbf {P} }, 分極電荷密度
{\displaystyle \mathbf {A} }, 電磁ベクトルポテンシャル
{\displaystyle \mathbf {S} }, ポインティングベクトル

## 量子力学

### 可能な固有値

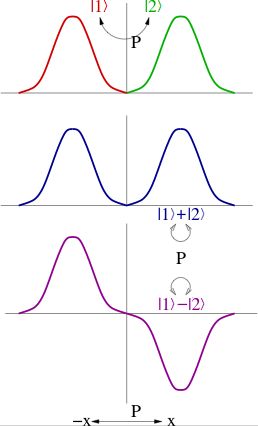
パリティの二次元表現はお互いのパリティが入れ替わる一対の量子状態によって与えられる。しかしながら、この表現はいつもパリティがそれぞれ奇数か偶数である状態の線形結合へ還元することができる。パリティの全ての既約表現は一次元であると言える。

量子力学において、時空変換は量子状態に作用する。パリティ変換 P は量子力学におけるユニタリ演算子であり、状態 ψ に Pψ(r) = ψ(−r) のように作用する。全体の位相はアンオブザーバブルであるため、P2ψ(r) = eiφψ(r) である必要がある。
ある状態のパリティを二度反転する演算子 P2は時空不変性を保ち、位相 eiφによってその固有状態を回転する内部対称性である。もし P2 が位相回転の連続 U(1) 対称群の要素 eiQ であるならば、 e−iQ/2 はこの U(1) の一部分であり、そのため対称性でもある。特に、同様に対称性であるP = Pe−iQ/2 と定義することができ、Pをパリティ演算子と呼ぶことができる。P2 = 1 でPは固有値±1を持つことに注意すること。しかしながら、そのような対称群が存在しないとき、全てのパリティ変換は±1以外の位相である固有値を持つ。

### パリティ対称性の帰結
パリティがアーベル群 Z2を生成するとき、パリティの下で偶数または奇数となるように量子状態の線形結合を取ることができる（図を参照）。このようにそのような状態のパリティは±1である。複数粒子状態のパリティは各状態のパリティの積である。言い換えると、パリティは乗法的な量子数である。
量子力学において、ハミルトニアンはパリティ変換の下で不変量（対称性）である、もしPがハミルトニアンと可換であるなら。非相対論的量子力学では、これは例えばV = V(r) のようなスカラーであるすべてのポテンシャルについて起こる。それゆえポテンシャルは球対称である。次の事実は容易に証明できる：
- |A> および |B> が同じパリティを持つならば、<A| X |B> = 0 である。ここで、X は位置演算子である。
- 状態 |Lについて、z軸射影 Lzを伴う軌道角運動量 L のLz>、P|L、Lz> = (−1)L|L、Lz>。
- [H, P] = 0 ならば、原子双極子遷移は反対のパリティの状態間でのみ起きる[1]。
- [H, P] = 0 ならば、H の非縮退固有状態もまたパリティ演算子の固有状態である。例えば、H の非縮退固有関数は P またはPの符号が逆のものかのどちらかである。

H の非縮退固有関数のいくつかはパリティ Pの影響を受けず（不変で）、その他のものはハミルトニアン演算子とパリティ演算子が可換であるときただ符号を保存する：
PΨ = cΨ,
ここで c は定数で、 P の固有値である。
P2Ψ = cPΨ.

## 場の量子論
場の量子論において以下の3つの条件が全て満たされている場合、全ての状態に対して固有パリティを定義することができ、このパリティはあらゆる反応において保存することとなる。
- 真空状態がパリティの下で不変である。 (P|0> = |0>)
- ハミルトニアンがパリティ不変である。 ([H, P] = 0)
- 量子化条件はパリティの下で不変性を保つ。

量子電磁力学はパリティを保存する理論の代表的な例である。
このことを示すためには、その作用はパリティ不変であり、量子化もパリティを破らないことを証明する必要がある。以下では簡単のため、正準量子化が用いられることを仮定する。このとき、その真空状態は量子化の構築によってパリティの下で不変である。作用の不変性はマクスウェル方程式の古典的不変性から得られる。正準量子化手続きの不変性は達成することができるが、消滅演算子の変換に依存することが分かる：
Pa(p, ±)P+ = −a(−p, ±)
ここで p  は光子の運動量を表し、± はその偏光状態を表す。これは、光子は奇の固有パリティを持つことを意味する。
同様に全てのベクトル粒子は奇数の固有パリティを持ち、全ての疑ベクトル中間子は偶の固有パリティを持つことを示すことができる。

## 標準模型におけるパリティ

### 大域的対称性の固定
標準模型では弱い相互作用によってパリティ対称性は破れているが、その影響を無視できる状況下ではパリティが保存されるとみなすことができる。
パリティ演算子Pに対し、パリティが保存される理論では、ハミルトニアンHが、
{\displaystyle PHP^{-1}=H}
を満たす。
また、標準模型においては、バリオン数 B、レプトン数 L および 電荷 Q は保存されるが、
これを用いて、新しいパリティ演算子{\displaystyle P'=P~{\rm {exp}}(i\alpha B+i\beta L+i\gamma Q)}を定義すると、
{\displaystyle P'HP'^{-1}=H}
が成立する。すなわち保存量であるパリティの定義は一意に決めることができない。
この自由度を用いることにより、B、L および Qのチャージを持ち方が線形独立な3つの粒子に対して、固有パリティが+1となるようなパリティを定義することが可能となる。
陽子、中性子および電子に+1のパリティを割り当てるものが、よく用いられるパリティの定義である。
一般には、全ての粒子に対して固有パリティを+1か-1に取ることはできない。
以下、スティーヴン・ワインバーグの議論に従う。
{\displaystyle P}が保存量である場合{\displaystyle P^{2}}も保存量となる。もし、{\displaystyle P^{2}={\rm {exp}}(i\alpha B+i\beta L+i\gamma Q)}と書くことができた場合には、{\displaystyle P'=P~{\rm {exp}}(-i\alpha B/2-i\beta L/2-i\gamma Q/2)}に対して、{\displaystyle P'^{2}=1}が成立するため、全ての粒子の固有パリティは+1か-1に取ることが可能である。
ただし、{\displaystyle P^{2}}が離散的な対称変換の元になっていた場合はこのような再定義ができるかどうかはただちに結論付けることはできない。
具体的には{\displaystyle P^{2}}が次のように書かれる可能性がある。
{\displaystyle P^{2}=(-1)^{F}}
ここで、Fはフェルミオン 数演算子である。
このような場合に、レプトン数などの保存量を持たないフェルミオンが存在すると{\displaystyle P^{2}=-1}から、そのような粒子のパリティは+iか-iである、ということが導かれる。
ただし、今までに知られている粒子については全てフェルミオン数Fはレプトン数とバリオン数の和F=B+Lであることが知られているため、上記のような場合にも、
{\displaystyle P'=P~{\rm {exp}}(i\pi B/2+i\pi L/2)}と定義しなおすことで全ての粒子の固有パリティは+1か-1に取ることが可能である。

### パイ中間子のパリティ
1954年、William Chinowskyおよびジャック・シュタインバーガーは、パイ中間子は負のパリティを持つことを実証した
。
彼らは、一つの重水素原子核 (d) および負の電荷のパイ中間子 (π–) から構成されているゼロ軌道角運動量 L = 0 状態にある"原子"が二つの中性子 (n) に崩壊する現象を解析した。
中性子はフェルミオンであり、フェルミ統計に従う。このことは反応の最終状態は中性子の入れ替えに対して反対称であることを意味する。重水素はスピン1でパイ中間子はスピン0であること、終状態が中性子の入れ替えに対して反対称であることを用いて、彼らは二つの中性子系の軌道角運動量 Lは 1 でなければならないと結論付けた。その全パリティは、その粒子の固有パリティ(intrinsic parity) と球面調和関数 (−1)L の外部パリティ (extrinsic parity) の積である。その軌道角運動量はこの過程で0から1に変化するため、もしその過程が全パリティを保存するなら、粒子の初期状態と最終状態固有パリティの積は逆符号でなくてはならない。
重水素原子核は陽子と中性子から構成されており、前述の陽子および中性子の固有パリティは+1とする定義を用いると、パイ中間子のパリティは二つの中性子のパリティの積を重水素中の陽子と中性子のパリティで割った値のマイナス、(−1)(1)2/(1)2、すなわち-1であることが導かれる。
このようにして、彼らはパイ中間子は擬スカラー粒子であると結論付けた。

### パリティ対称性の破れ
パリティは電磁相互作用、強い相互作用および重力相互作用において保存するが、弱い相互作用では破れることが判明した。標準模型は、弱い相互作用をカイラルゲージ相互作用として表現することでパリティ対称性の破れを組み込んでいる。粒子の左巻き成分と反粒子の右巻き成分だけが標準模型における弱い相互作用に関与している。このことは、パリティが通常の宇宙とは反対方向に破れるような隠れたミラー領域が存在しない限り、パリティはわれわれの宇宙の対称性ではないことを示唆していた。
パリティは保存していないということは幾度となく異なる文脈において示唆されてきたが、これらの示唆を真剣に取り上げるだけの決定的な材料に欠けていた。しかし、理論物理学者の李政道および楊振寧によって注意深く調査され、パリティ保存は強い相互作用または電磁相互作用による崩壊においては検証されてきた一方で、弱い相互作用においては検証されていないことが示された。彼らは幾つかの可能な直接的な検証方法を提唱した。彼らの提案はほとんど無視されたが、李はコロンビア大学の彼の同僚である呉健雄を実験を試してみるよう説得することができた。そこで、彼女は特別な低温物理学施設と専門家を必要としたため、実験は国立標準局において行われた。
1957年、呉健雄、E. Ambler、R. W. Hayward、D. D. Hoppes、およびR. P. Hudsonはコバルト60のベータ崩壊において明白なパリティ保存の破れを観測した。実験が終わりに近づくにつれ、二重チェックが進められ、吳は李と楊にその実験がうまくいっており、さらに精査中であることを知らせた。そして、彼女は彼らにこのことは公にしないように頼んだ。しかしながら、李はこの結果をコロンビア大学の彼の同僚に、1957年1月4日のコロンビア大学物理学科の"金曜ランチ"セミナーにおいて打ち明けた。そのメンバーのうち三人、R. L. Garwin、レオン・レーダーマン、およびR. Weinrichは既存の低温物理学実験を修正して、直ちにパリティ対称性の破れを検証した。彼らは吳のグループが論文を投稿する準備が整うまで公表を遅らせ、こうして同じ物理の論文誌にこれら二つの論文が連続して掲載された。
その事実の後、1928年の実験は弱い崩壊におけるパリティ対称性の破れを事実上報告していたが、適切な概念は未だ開発されていなかったので、これらの結果は影響をもたらさなかったことが記されている。パリティ対称性の破れの発見は、直ちにK中間子物理学において未解決のτ–θ 問題を説明した。
2010年、RHIC（相対論的重イオン衝突器）の物理学者グループはクォークグルーオンプラズマにおいてパリティ対称性が破れたバブルが短寿命の間だけ作り出されたことを報告した。実験は、イェール大学のDonner教授を含む幾人かの物理学者によって率いられ、2000年から原子衝突実験を行っているSTAR実験の一部として行われた。パリティ自身の法則における変化を示した

### ハドロンの固有パリティ
自然がパリティを保存する限り、全ての粒子について固有パリティを割り当てることができる。ハドロンは弱い相互作用はしないが、結合に関わる強い相互作用の反応を吟味することによって、またはロー中間子がパイ中間子に崩壊するような弱い相互作用を含まない崩壊を通して、あらゆるハドロンについてパリティを割り当てることができる。